# Balsiszki
Balsiszki (lit. Balsiškės) − wieś na Litwie, w rejonie wileńskim, 3 km na południe od Bezdanów, zamieszkana przez 17 ludzi.
W 1900 roku zaścianek dóbr Bezdany należących do Łopacińskich. W II Rzeczypospolitej wieś należała do powiatu wileńsko-trockiego w województwie wileńskim.